# خوسيه كوبوس
خوسيه كوبوس (بالفرنسية: José Cobos)‏ هو لاعب كرة قدم فرنسي، ولد في 23 أبريل 1968 في ستراسبورغ في فرنسا. لعب مع إسبانيول وباريس سان جيرمان ونادي تولوز ونادي ستراسبورغ ونادي نيس.

## وصلات خارجية
- خوسيه كوبوس على موقع رابطة كرة القدم الفرنسية للمحترفين (الإنجليزية)
- خوسيه كوبوس على موقع قاعدة بيانات كرة القدم.إي يو (الإنجليزية)
- خوسيه كوبوس على موقع ليكيب (الفرنسية)